# Ortoiroide
Ortoiroide es un cultura arqueológica asociada con los primeros grupos humanos que llegaron a las Antillas. Se supone que eran originarios del valle del Orinoco, en Sudamérica y que migraron a las islas pasando desde Trinidad a Puerto Rico. Irving Rouse considera que la cultura ortoiroide se desarrolló durante un largo período en América del Sur antes de trasladarse a las Indias Occidentales. La datación por radiocarbono más antigua de los materiales ortoiroides se remonta al 5230 a. C. en Trinidad y la más reciente corresponde a 190 d. C. y procede de Puerto Rico.
La mayoría de los yacimientos arqueológicos asociados a la cultura ortoiroide se encuentran cerca o en la costa. Se han encontrado restos de mariscos en estos yacimientos, lo que indica que era un alimento importante en la dieta de este pueblo. Los portadores de esta cultura fueron desplazados por otras migraciones, correspondientes a los grupos de cultura saladoide.